# Tijmen Wildeboer
Tijmen Wildeboer (Haarlem, 13 december 2001) is een Nederlands voetballer die doorgaans als aanvaller voor speelt. Hij verruilde in 2024 Almere City FC voor TOP Oss.

## Carrière
Tijmen Wildeboer speelde in de jeugd van Olympia Haarlem en BVC Bloemendaal en AZ. In 2020 maakte hij de overstap naar Jong AZ. Hij debuteerde voor dit team in de Eerste divisie op 16 oktober 2020, in de met 3-2 verloren uitwedstrijd tegen Jong Ajax. Hij kwam in de 59e minuut in het veld voor Joey Jacobs. Hij speelde vier wedstrijden voor Jong AZ.

### Almere City
In 2021 maakte Wildeboer de overstap naar Almere City FC. Hij debuteerde op 17 september 2021 tegen Jong Ajax (2-4). Hij kwam na 73 minuten in de ploeg voor Maarten Pouwels. Een kwartier later scoorde hij zijn eerste doelpunt op aangeven van Thomas Poll. Hij mocht dat seizoen een aantal keer starten, maar moest het vooral met invalbeurten. Hij scoorde vier keer in 16 wedstrijden. Het seizoen erna kreeg hij minder speeltijd, waardoor hij zijn minuten maakte bij Jong Almere City. Nadat Almere was gepromoveerd naar de Eredivisie, speelde Wildeboer met Jong Almere zijn wedstrijden in de Tweede divisie. Hier scoorde hij vijftien doelpunten in 29 wedstrijden.

### TOP Oss
Medio 2024 verkaste Wildeboer naar TOP Oss. Hij debuteerde in de openingsronde tegen Excelsior Rotterdam (3-1). Hij kwam twintig minuten voor tijd in de ploeg voor Abel Stensrud en scoorde in de slotminuten meteen zijn eerste doelpunt op aangeven van Tom van der Werff. Wildeboer moest het vooral doen met invalbeurten, waarbij hij in het seizoen 2024/25 drie doelpunten maakte in 25 wedstrijden.

## Statistieken
| Seizoen | Club                | Competitie     | Competitie | Competitie | Beker | Beker | Overig | Overig | Totaal | Totaal |
| Seizoen | Club                | Competitie     | Wed.       | Dlp.       | Wed.  | Dlp.  | Wed.   | Dlp.   | Wed.   | Dlp.   |
| ------- | ------------------- | -------------- | ---------- | ---------- | ----- | ----- | ------ | ------ | ------ | ------ |
| 2020/21 | Jong AZ             | Eerste divisie | 4          | 0          | 0     | 0     | 0      | 0      | 4      | 0      |
| 2021/22 | Almere City FC      | Eerste divisie | 16         | 4          | 1     | 0     | 0      | 0      | 17     | 4      |
| 2022/23 | Almere City FC      | Eerste divisie | 5          | 0          | 0     | 0     | 0      | 0      | 5      | 0      |
| 2023/24 | Almere City FC      | Eredivisie     | 0          | 0          | 0     | 0     | 0      | 0      | 0      | 0      |
| 2023/24 | Jong Almere City    | Tweede divisie | 29         | 15         | 0     | 0     | 0      | 0      | 29     | 15     |
| 2024/25 | Excelsior Rotterdam | Eerste divisie | 25         | 3          | 1     | 0     | 0      | 0      | 26     | 3      |
| Totaal  | Totaal              | Totaal         | 78         | 22         | 2     | 0     | 0      | 0      | 80     | 22     |

Bijgewerkt op 7 juni 2025.